# Kołodniki
Kołodniki (biał. Калоднікі, Kałodniki; ros. Колодники, Kołodniki) – wieś na Białorusi, w obwodzie mińskim, w rejonie dzierżyńskim, w sielsowiecie Niehorele.

## Historia
W XIX i w początkach XX w. zaścianek szlachecki położony w Rosji, w guberni mińskiej, w powiecie mińskim.
Po I wojnie światowej pod administracją polską, w Zarządzie Cywilnym Ziem Wschodnich, w okręgu mińskim, w powiecie mińskim.
W wyniku postanowień traktatu ryskiego znalazły się w granicach Związku Sowieckiego. W latach 1932–1937 w Polskim Rejonie Narodowym im. Feliksa Dzierżyńskiego. Od 1991 w niepodległej Białorusi.

## Ludzie związani z miejscowością
- Uładzimir Piatrowicz – białoruski inżynier i polityk; urodzony w Kołodnikach